# Матануска-Суситна (долина)
Матануска-Суситна (англ. Matanuska-Susitna Valley, the Mat-Su, The Valley) — долина Южной Центральной Аляски южнее Аляскинского хребта, в 56 км от Анкориджа. Включает долины рек Матануска, Кник и Суситна. Это самый быстрорастущий регион Аляски, куда входят города Палмер, Уасилла, Биг-Лейк, Хьюстон, Талкитна и Уиллоу. Размер долины ок. 40,23 км (длина), ок. 8-16 км (ширина).

## Название
Топоним Матануска в английский язык перекочевало из русского «матанушка» или «медновцы», которым русские называли индейцев атна, проживавших на Медной реке.

## Описание
Долины отмечена горами Талкитна, Аляскинским хребтом, Чугачскими горами. Последние защищают долину от проливных дождей с залива Аляска, а горы Талкитна препятствуют проникновению арктического холода на севере. Однако, долину продувают ледяной северо-восточный «ветер Матануска» зимой и весной, а тёплый «ветер Кник» приносит пыль с юга.
Местность славится капустой и прочими овощами рекордных размеров, которые выставляют на ежегодной аляскинской ярмарке (англ. Alaska State Fair).
Прежде существовавший в долине ледник оставил после себя сотни озёр. Реки и озёра долины являются местом для нереста рыб: чавыча, кижуч, нерка, горбуша, кета.
На территории долины размещены 31 парков штата и палаточные лагеря.

## Население
Долина управляется Матануска-Суситна боро. Согласно переписи 2010 года население составляет 88995 человек, что говорит о приросте в 50 % по сравнению с 2000 годом. 11 тысяч жителей долины добираются до работы в Анкоридж (данные 2008 года).
В регионе издаётся газета Mat-Su Valley Frontiersman, имеется учебное заведение Matanuska-Susitna College.

## История
Изначально здесь у реки Кник проживали атабаски танаина, которые впервые встретили европейцев в лице русских путешественников в 1818 году. В 1893 году на реке Кник построили Торговую Кампанию Аляски, а в 1898 году сюда потянулись золотодобытчики. Индейцы танаина населяли Уасиллу, когда здесь вырос город с появлением в 1917 году железнодорожного сообщения, Талкитна — с 1916 года. Министерство сельского хозяйства США установило здесь садоводческую станцию первоначально для обеспечения пропитанием строителей железной дороги.
Как результат депрессии власти Аляски предприняли меры по привлечению в регион людей. В 1934 году здесь насчитывалось лишь 100 семей. Благодаря новому курсу Рузвельта в 1935 году заселили долину 203 семей из Миннесоты, Висконсина, Мичигана, штатов, где зимний климат приближен к местным условиям.
В 1939 году Доклад Слэттери включил долину в список регионов переселения еврейских иммигрантов, но план не реализовался.